# Evoluzione tecnologica nella prima guerra mondiale

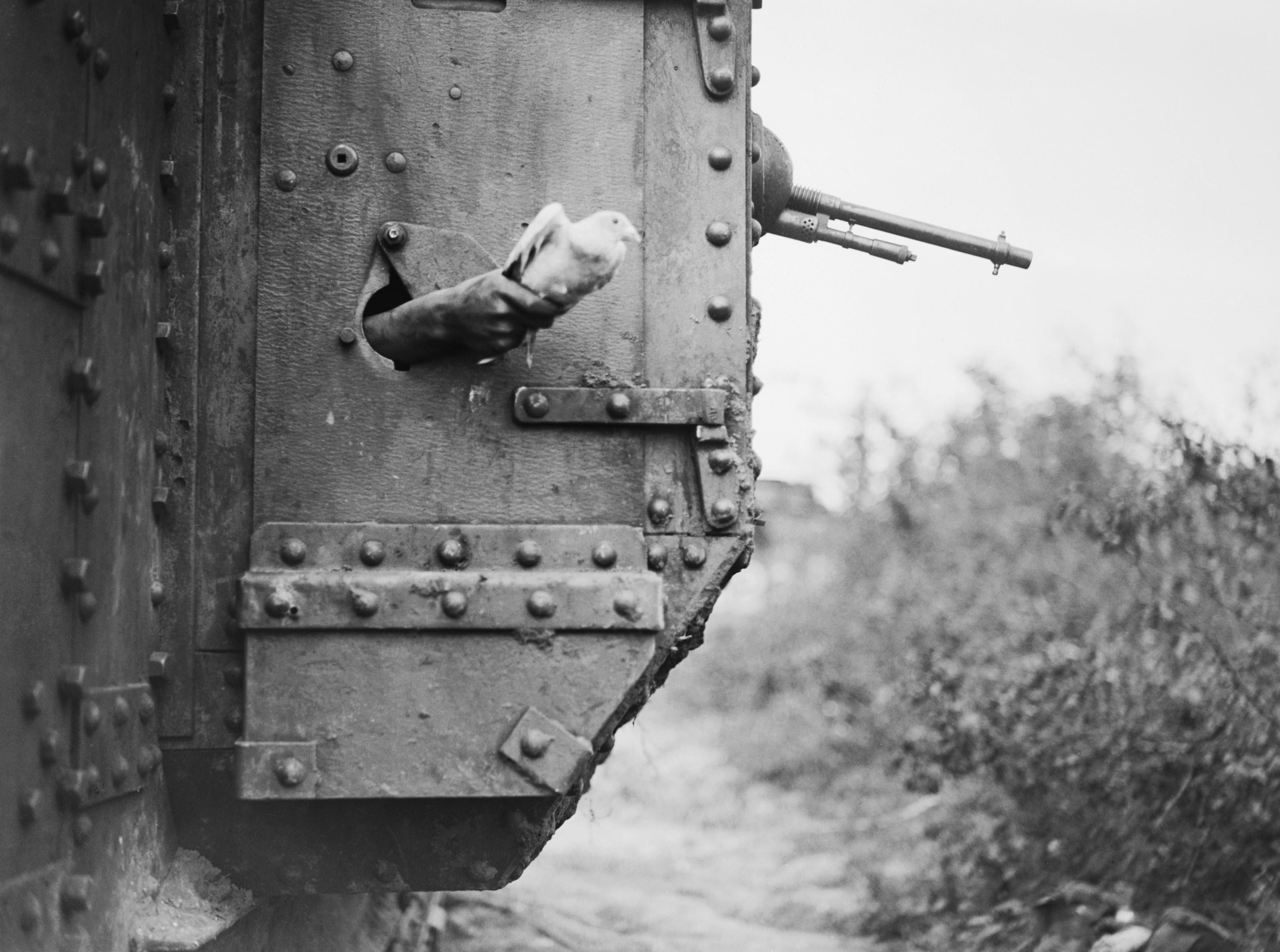
Paradossale immagine in cui si accosta la innovativa tecnologia del carro armato all'uso del piccione quale mezzo di comunicazione con le retrovie, Albert, agosto 1918.

Gli anni della prima guerra mondiale videro la più rapida accelerazione del progresso tecnologico della storia; se si eccettua l'invenzione della bomba atomica durante il secondo conflitto mondiale, le invenzioni tecnologiche si succedettero con ritmo molto più lento. Nel periodo 1939-1945 gli armamenti, le tattiche e l'organizzazione delle unità militari statunitensi, britanniche, tedesche e sovietiche non subirono sostanziali cambiamenti. Durante la Grande Guerra accadde invece che le compagnie di fanteria francesi, tedesche e britanniche nel 1918 fossero completamente diverse da quelle del 1914, sia per quanto riguarda la struttura organica, che per le tattiche e gli armamenti. All'inizio della guerra nessun esercito intuiva ancora che la mitragliatrice leggera sarebbe diventata la principale arma della fanteria e che i fragili aeroplani, utilizzati esclusivamente per l'osservazione aerea, sarebbero diventati mezzi veloci e fortemente armati in grado di fornire appoggio tattico alle forze di terra. Nel 1918 i soldati indossavano elmetti d'acciaio, erano dotati di maschere antigas, combattevano muniti di una vasta gamma di armi e potevano contare sul supporto di carri armati e di forze aeree, cose del tutto impensabili solo quattro anni prima. Ancora, i soldati anglo-francesi nel 1918 avrebbero compiuto le loro più sensazionali avanzate dietro a un'ondata di carri armati.

## L'evoluzione nell'uso dell'artiglieria

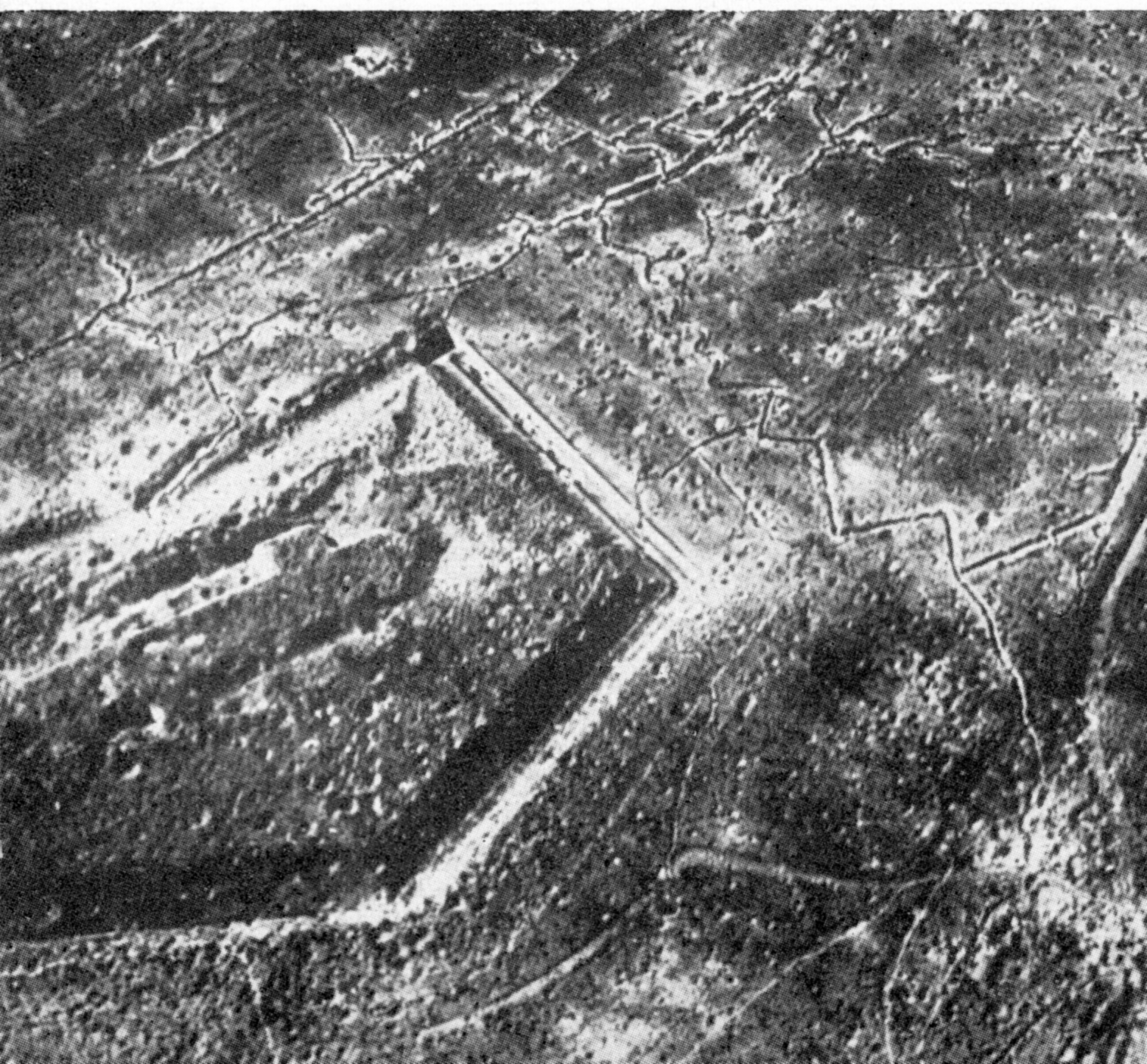
Il Fort Douaumont alla fine del 1916, dopo la battaglia di Verdun.

La prima guerra mondiale evidenziò, nel suo corso, la predominanza dell'artiglieria sulle altre armi degli eserciti. La proporzione tra fanti e bocche da fuoco passò da 4 cannoni per mille soldati nel 1914 fino 13 cannoni per mille soldati nel 1918. L'uso in massa di grandi e medi calibri caratterizzò le grandi battaglie, soprattutto sul fronte occidentale.
Il cannone aveva raggiunto la maturità tecnologica nella seconda metà dell'800 con l'introduzione delle polveri infumi, della rigatura delle canne, il perfezionamento dei meccanismi di retrocarica e di freno del rinculo. La grande guerra richiese la produzione in massa del materiale d'artiglieria con il perfezionamento delle tecnologie metallurgiche necessarie.
Lo stallo della linea del fronte, dopo i primi mesi di guerra, causato dall'aumentato potere di fuoco delle armi moderne, la mitragliatrice ed i cannoni campali dotati di proiettili esplosivi ed oltre 10 km di gittata, portò all'adozione di imponenti dispiegamenti di artiglieria per letteralmente "spazzare via" le postazioni dei difensori per permettere l'avanzata della propria fanteria. Per l'offensiva su Verdun, 21 febbraio 1916, il comando tedesco preparò lo schieramento di artiglieria di 1 201 bocche da fuoco in grado di riversare 2 milioni di proiettili nei primi sei giorni di bombardamento preparatorio ed altri 2 milioni per i seguenti dodici giorni.
La potenza delle artiglierie, unita alla loro scarsa mobilità, dava ai difensori un netto vantaggio sugli attaccanti, che, avanzando, perdevano l'appoggio della propria artiglieria e erano esposti al tiro delle artiglierie di seconda linea avversarie, troppo distanti e disperse, per subire il tiro di controbatteria.
Inoltre, anche pochi nidi di mitragliatrici, che superavano indenni i bombardamenti preparatori all'attacco potevano causare ingenti perdite agli attaccanti ed arrestarne l'avanzata

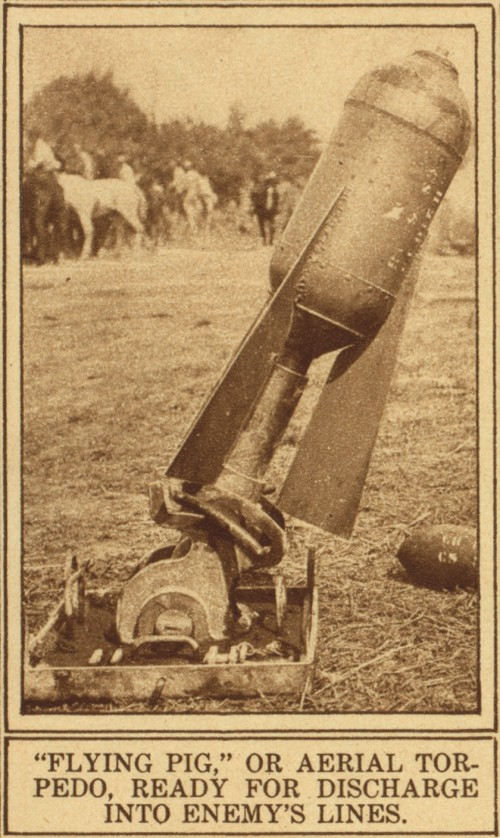
Lanciabombe francese Mortier de 58 mm type 1, entrato in servizio nel gennaio 1915, utilizzava materiali non strategici, compresa la carica esplosiva costituita da perclorato di ammonio, troppo instabile per i proietti d'artiglieria.

La particolarità della guerra di posizione portò allo sviluppo e all'impiego in massa di bombarde e lanciabombe, che, grazie alla traiettoria curva di lancio dei proietti, erano in grado di effettuare il tiro indiretto, colpendo l'obiettivo dall'alto. Inoltre il loro peso ridotto, e la semplicità di utilizzo li rendevano adatti alla guerra in trincea e ad accompagnare la fanteria nel movimento.
L'introduzione, nel 1915, della spoletta istantanea, marcò uno netto progresso dell'uso dei proietti esplosivi, che, fino ad allora, si erano rivelati inefficaci contro i reticolati, dato che le precedenti spolette a percussione facevano penetrare nel terreno i proietti prima di innescarne l'esplosione, creando crateri che rallentavano l'avanzata della fanteria e lasciando quasi intatti i reticolati.
L'esercito italiano, durante la prima guerra mondiale, fece costruire all'industria nazionale 7 000 tra bombarde e lanciabombe, 16 000 cannoni e 70 milioni di proietti.
Le tattiche di utilizzo dell'artiglieria subirono una evoluzione durante gli anni della guerra, si passò da un prolungato, oltre una settimana, bombardamento a cui seguiva l'attacco, per poi passare a tattiche più sofisticate, come il barrage roulant (sbarramento mobile) che consiste nell'avanzamento regolare, secondo mappe preordinate, dello sbarramento d'artiglieria.

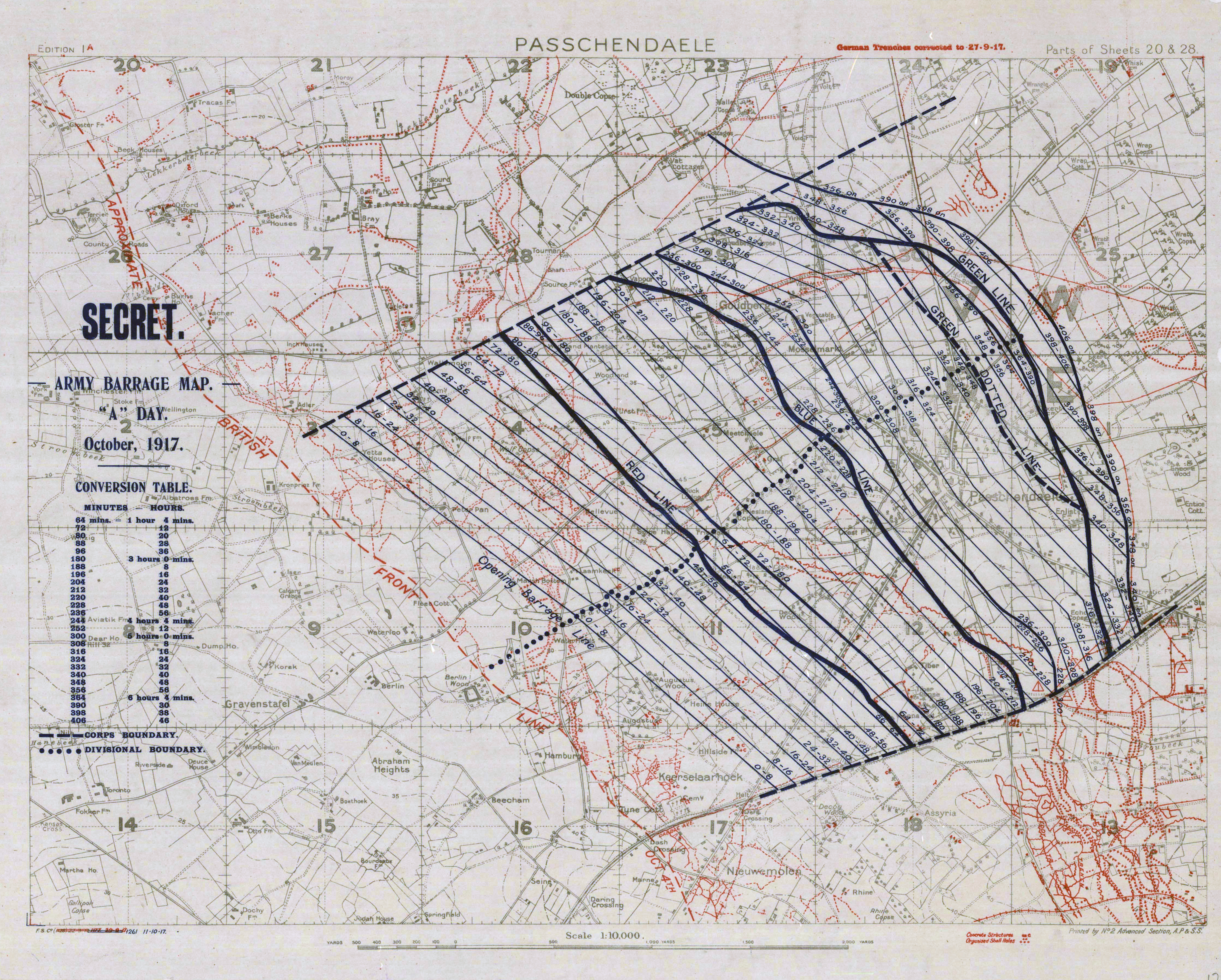
Mappa britannica 1:10.000 del tiro di sbarramento mobile, le prime sei ore, per l'attacco al villaggio di Passchendaele durante la terza battaglia di Ypres.

La fanteria seguiva più fedelmente possibile lo sbarramento in modo che il nemico non avesse il tempo di uscire dai ricoveri ed organizzare la resistenza.. I bombardamenti preparatori avevano lo svantaggio di annunciare l'attacco e consentire al nemico di prepararsi per la difesa, per tale ragione i tedeschi, dopo Verdun, rinunciarono a lunghi bombardamenti preparatori in favore di una improvvisa e breve azione, anche a base di gas contro i centri di controllo e comunicazione e l'artiglieria avversaria, come ad esempio a Caporetto, dove il bombardamento fu della durata di sole 4 ore.
La strategia di utilizzo dell'artiglieria cambiò, nel 1917, da un utilizzo volto alla distruzione indiscriminata delle difese nemiche ad una strategia di neutralizzazione del nemico stesso, mirando solo ad obiettivi individuati in precedenza e ripristinando il fattore sorpresa eliminando, grazie ai migliorati sistemi di controllo del tiro, i tiri preparatori che erano prima necessari per l'acquisizione dei bersagli.

### I grandi calibri

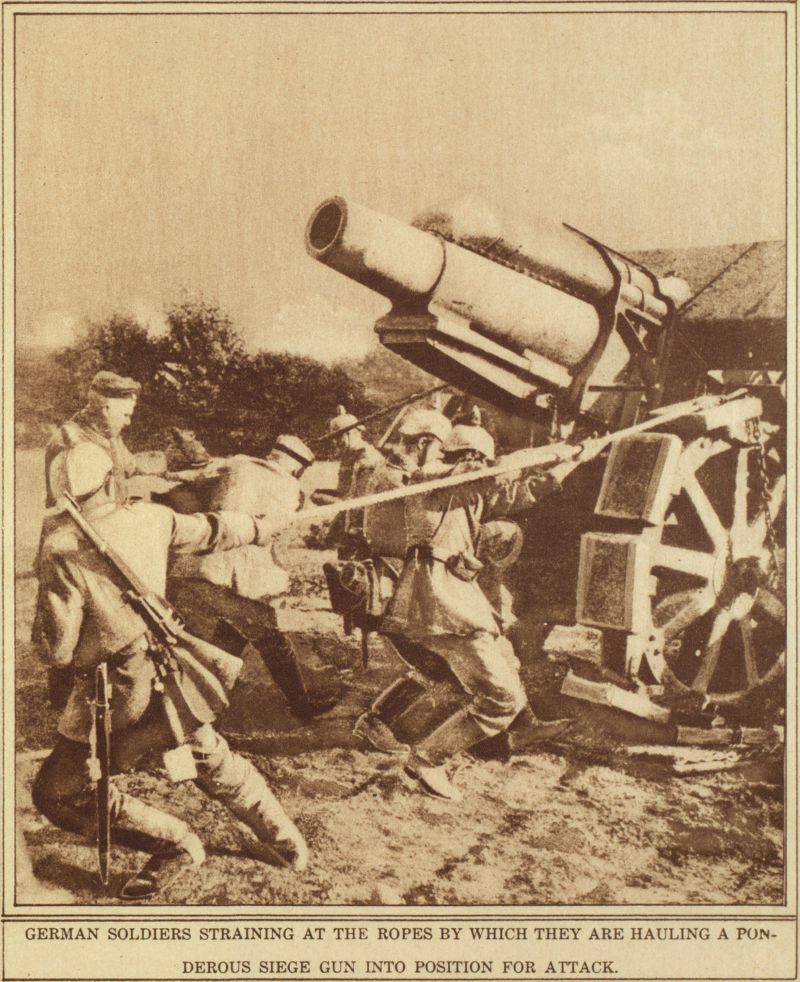
Artiglieri tedeschi manovrano un obice 21 cm Mörser 10

Mentre nelle guerre precedenti, in particolare la guerra franco-prussiana del 1870, l'artiglieria campale era rimasta padrona del campo relegando i grandi calibri all'assedio di postazioni fortificate, nella prima guerra mondiale, la necessità del tiro indiretto e la staticità della linea del fronte permisero l'utilizzo in battaglia di numerose bocche da fuoco di grande calibro tra cannoni, obici e mortai.
In questa specialità i tedeschi si rivelarono molto superiori ai francesi il cui parco d'artiglieria era costituito principalmente dall'ottimo cannone campale 75 mm Mle. 1897 che però non era adatto al tiro indiretto a causa della scarsa elevazione (solo 16°), mentre i cannoni francesi da 120 mm e 155 mm erano obsoleti. L'esercito tedesco, invece, impiegava numerosi moderni obici da campagna, aventi la stessa mobilità dei loro cannoni da 77 mm, con il calibro da 105 e da 150 mm, inoltre erano in grado di schierare un obice da 210 mm ed un mortaio da 170 mm aventi una discreta mobilità.
Nella battaglia di Verdun il parco di artiglierie tedesco era formato solo da un terzo di cannoni campali, mentre il resto delle bocche da fuoco era costituito da cannoni fino a 380 mm di calibro ed mortai ed obici fino a 420 mm di calibro.

## La guerra aerea
Benché l'idea di impiegare gli aeroplani per fini bellici risalisse a ben prima dello scoppio della guerra ed escludendo i primi tentativi di mettere in pratica questa idea, fu proprio durante il conflitto che l'aereo conobbe per la prima volta un impiego significativo, nonostante l'iniziale scetticismo dei comandanti e i limiti tecnici degli apparecchi in servizio all'inizio del conflitto.
Durante la statica e logorante fase della guerra di trincea, gli aerei continuarono a fornire preziose informazioni tattiche, specialmente dopo l'introduzione delle macchine fotografiche a bordo a partire dal 1915. Ciò dopo la prima esperienza italiana di fotoaerea del 1911; quando venne fatto, per la prima volta al mondo, un rilievo aerofotografico per mappare l'oasi di Tripoli con un dirigibile per un'area con un raggio di 11 km.
Tuttavia, l'aereo cominciò ad essere impiegato anche per colpire obiettivi al suolo o condurre bombardamenti tattici, dapprima in via sperimentale con improvvisazioni sul campo, poi con sempre maggiore efficacia grazie ad appositi sistemi d'arma. Il conseguimento della superiorità aerea sul il campo di battaglia divenne un presupposto tattico sempre più sentito e ricercato.

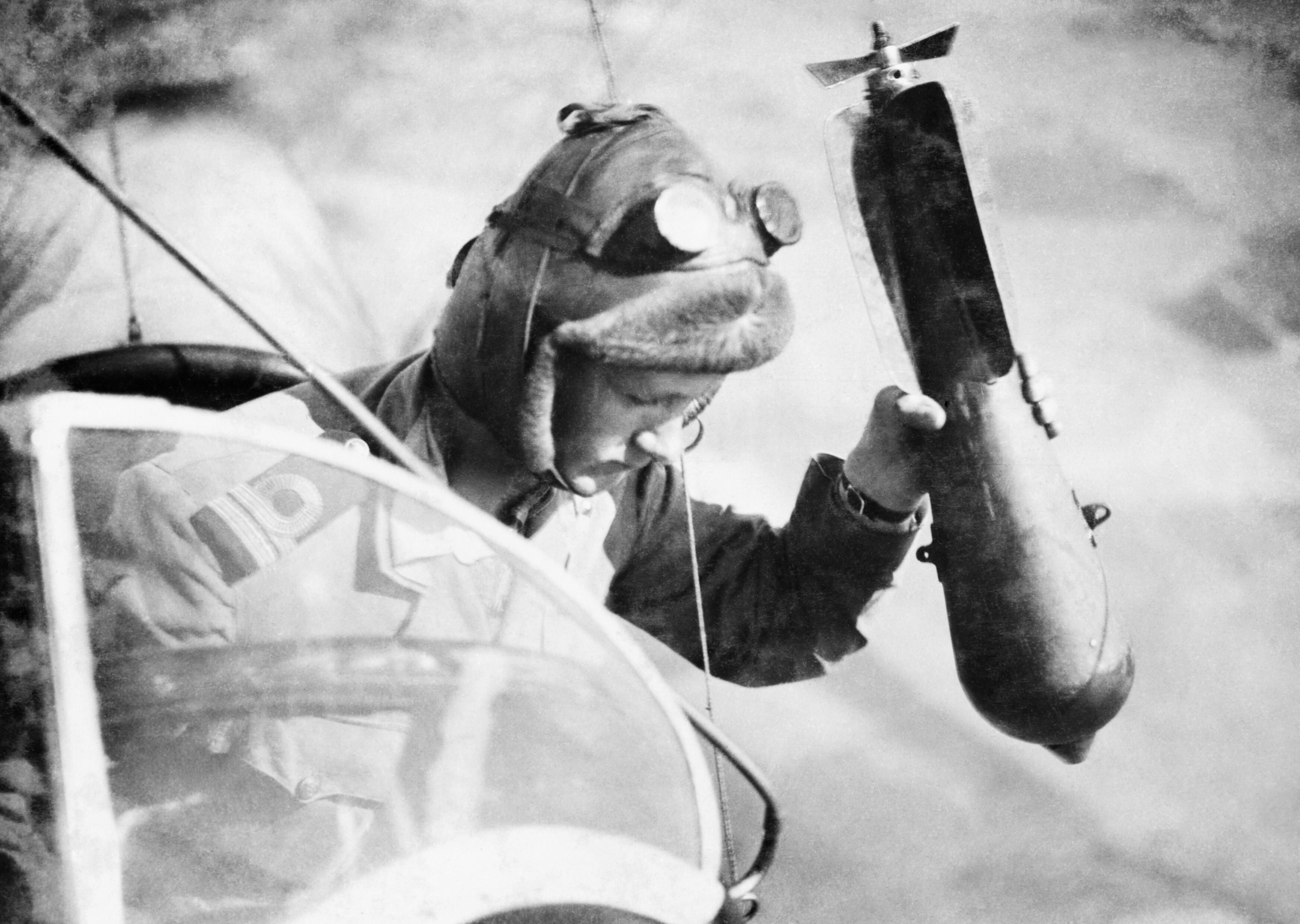
Suggestiva immagine in cui uno dei primi aviatori lancia a mano una bomba sul bersaglio.

Applicazione di macchina fotografica su pattino di idrovolante - metodo "Viner-Spada"

Inizialmente, quando due aerei degli opposti schieramenti si incontravano in volo, gli equipaggi si sparavano vicendenvolmente con rivoltelle o carabine con scarso effetto; verso la fine del 1914 però, quando la crescente potenza dei motori iniziò a consentirlo, vennero installate sugli aerei le prime mitragliatrici. Dopo la sperimentazione di vari espedienti sostanzialmente inefficienti, i tedeschi furono i primi a concepire un sistema di sincronizzazione tra elica e mitragliatrici, permettendo di poter sparare con armi montate sulla copertura del motore senza pericolo per il pilota: nacque così l'aereo da caccia nel senso moderno del termine. I neonati caccia iniziarono subito a ingaggiare ricognitori e bombardieri, pur venendo contrastati a loro volta da velivoli similari provocando i primi combattimenti aerei; di tali battaglie divenne protagonista la figura del pilota militare. Per tutta la guerra, intorno agli aviatori (e specialmente agli assi) rimase un'aura romantica di cavalleria e sportività, non sempre smentita dai fatti.
Gli aerei da caccia furono anche i primi bombardieri, in quanto nella prima metà del conflitto molti piloti sganciavano piccole bombe o razzi sulle trincee, accompagnandole a mitragliamenti a bassa quota. Tuttavia, specialmente dopo il 1916, quasi tutte le nazioni belligeranti costruirono e utilizzarono aerei per il bombardamento strategico, con significativi effetti anche psicologici; velivoli tedeschi, britannici, russi e italiani eseguirono centinaia di missioni di bombardamento a lungo raggio colpendo linee di comunicazione, centri industriali, città. Nella prima fase della guerra anche i dirigibili Zeppelin presero parte ad azioni di bombardamento, in particolare a diversi raid su Londra La guerra accelerò significativamente lo sviluppo dell'ancora embrionale tecnologia aeronautica e i modelli in servizio nel 1918 erano in generale molto più avanzati di quelli di appena quattro anni prima. Contribuì in misura determinante alla vittoria alleata, anche dal punto di vista aeronautico, la differente potenza industriale dei paesi belligeranti: gli Alleati produssero 138 685 aerei a fronte dei 53 222 degli Imperi centrali.

## La guerra navale

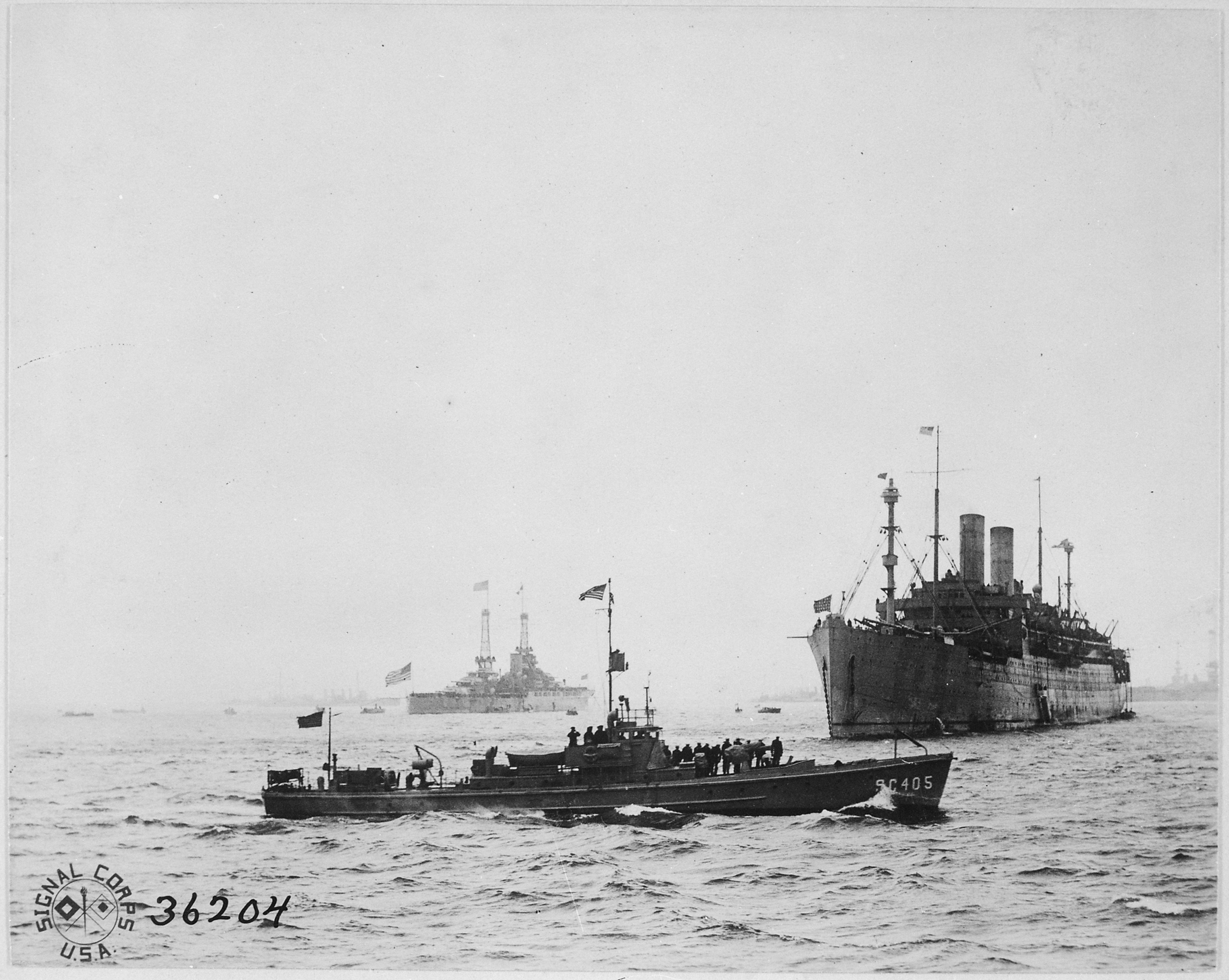
Il cacciasommergibile statunitense SC405 al largo di Brest vicino a un convoglio il 13 dicembre 1918; sullo sfondo una corazzata statunitense, probabilmente della classe Nevada.

I cambiamenti tecnologici in atto stavano mutando anche il modo di combattere la guerra in mare: i miglioramenti delle tecniche siderurgiche portarono alla produzione di migliori leghe di acciaio, aumentando la qualità e lo spessore delle corazze al punto che l'artiglieria secondaria risultò inefficace contro bersagli ben corazzati; si verificò quindi un continuo incremento della frequenza di tiro e del calibro dei cannoni, con maggiore prevalenza dell'armamento secondario. Fu introdotto il giroscopio e sistemi centralizzati per il controllo del tiro, che portarono a ulteriori miglioramenti nell'efficacia delle artiglierie: la gittata utile dei proiettili, fino ad allora limitata a meno di 2 000 metri, passò a 7 000-10 000 metri. Il pezzo britannico BL 15 inch Mk I, un cannone navale da 381 mm sviluppato per la classe Queen Elizabeth di navi da battaglia, arrivò inizialmente a una gittata utile di 17 900 metri con alzo di 20°, prestazione notevole che fu aumentata solo nel dopoguerra. Anche i tedeschi fecero grandi progressi: il cannone Langer Max (Max il lungo), montato sulle navi da battaglia della classe Bayern e quindi apparso solo dopo la battaglia dello Jutland, aveva una gittata di 20 400 metri con alzo di 16°, limite autoimposto per scelta progettuale ma presto portato a 23 200 metri con alzo a 20°.
Nell'ambito degli apparati propulsivi, l'invenzione della turbina a vapore nel 1884 e il nuovo massiccio utilizzo del petrolio al posto del carbone come propellente, aumentarono notevolmente l'autonomia delle navi e le rese meno visibili grazie alla minore quantità di fumi di scarico. Le grosse corazzate erano ora capaci di muoversi a velocità ben superiori ai 20 nodi e quelle secondarie come incrociatori e cacciatorpediniere potevano superare anche i 25 nodi; le dimensioni delle unità navali iniziarono a crescere notevolmente. L'incremento di velocità ridusse per le navi maggiori la minaccia dei sommergibili, arma di recente introduzione nell'arsenale navale, molto lenti in immersione e dotati di scarsa autonomia; tali limitatezze contribuirono ad orientare i sommergibili alla caccia del più lento traffico mercantile. Per proteggere i cargo si decise allora di riunirli in convogli e di costruire in grande serie unità di scorta e vedette anti-sommergibili, appartenenti per esempio alla categoria dei Submarine chasers da 34 metri statunitensi, o alle versioni più grandi come i Patrol coastal da 174 piedi (pattugliatori costieri da 53 m).
L'applicazione di controcarene e di reti anti-siluro diminuì, almeno per le unità di grosso tonnellaggio, il pericolo rappresentato da siluri e mine navali e la perdita di velocità comportata da queste misure fu compensata dai nuovi sistemi propulsivi; inoltre il miglioramento delle tecniche di compartimentazione stagna, ambito dove i tedeschi si dimostrarono molto capaci, incrementò le possibilità di sopravvivenza delle unità da guerra. Grandi ripercussioni ebbe la radio, apparato che conobbe una discreta diffusione sulle unità navali e consentì migliori comunicazioni degli ordini; verso la fine della guerra iniziarono anche a comparire i primi rudimentali esemplari di sonar per il rilevamento delle unità sommerse. La HMS Dreadnought fu la prima unità costruita sfruttando tutte le coeve innovazioni tecnologiche: essa diede il nome a questa tipologia di navi, altrimenti dette "corazzate monocalibro".

### I sommergibili
Prima dell'introduzione dei sottomarini a propulsione nucleare e lanciamissili, la guerra sottomarina serviva sostanzialmente ad attaccare le unità navali. Il primo impiego di un mezzo subacqueo in guerra risale alla guerra civile americana quando un siluro fu lanciato da un'unità semisommergibile a vapore della Confederazione sudista contro una nave semicorazzata dello schieramento unionista del Nord. I progressi nel campo portarono in cinquant'anni le maggiori marine militari a dotarsi di unità sempre più potenti e affidabili. La Germania condusse così un'indiscriminata guerra sottomarina contro i mercantili degli Alleati in risposta al blocco dei porti attuato dal governo britannico dal 1917 in poi; tale strategia si ripeté durante la seconda guerra mondiale, e gli U-boot tedeschi attaccarono in formazioni compatte (dette "branchi di lupi") i convogli transoceanici che rifornivano la Gran Bretagna e la Russia. Le tattiche anglo-statunitensi contro la Germania e il Giappone permisero agli alleati di prevalere già prima del 1945, con un numero relativamente basso di perdite di imbarcazioni in confronto alla consistenza del traffico dei convogli. Le azioni antisommergibili oggi possono essere condotte da altri sommergibili, da unità di superficie e da forze aeree in grado di individuare l'unità nemica grazie a sofisticate apparecchiature fra cui il sonar (strumento di rilevazione di onde sonore subacquee).

## Nuove armi

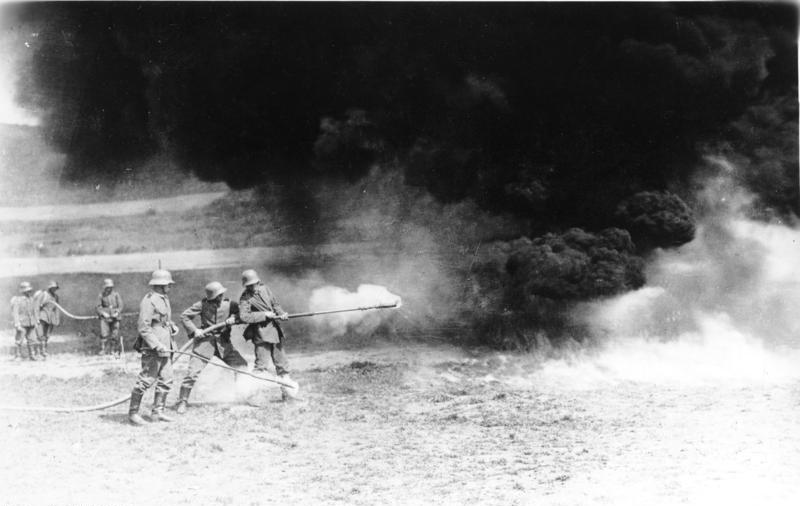
Tedeschi serventi di un lanciafiamme, 1917 circa.

Il maggiore problema che i comandanti degli eserciti in campo dovettero affrontare fin dall'autunno 1914 fu quello di uscire dallo stallo della guerra di trincea. Ciò poteva essere realizzato in due modi: incrementare la potenza di fuoco o accrescere la mobilità delle forze operative. Fu quindi sensibilmente accresciuto il numero di mitragliatrici e ne fu ridotto l'ingombro per consentirne rapidi spostamenti. Negli oltre quattro anni di guerra la diffusione di mitragliatrici leggere, mortai e granate da fucile ebbe l'effetto di incrementare di cinque volte la capacità di fuoco della fanteria, parallelamente a un netto incremento di potenza di fuoco delle artiglierie in termini di numero, gittata e calibro.
I tedeschi furono i primi ad avvalersi sul campo di battaglia del gas tossico, un mezzo di offesa che avrebbe notevolmente avvantaggiato l'attaccante. Il settore chimico tedesco era il più avanzato d'Europa e dopo un primo fallimentare impiego del gas lacrimogeno a Bolimów nel gennaio 1915, con il progredire del conflitto i tedeschi divennero molto abili nella guerra chimica. Dopo l'attacco condotto a Ypres nel 1915, anche gli Alleati cominciarono a sviluppare tale arma, senza tuttavia riuscire mai a eguagliare gli avversari nella tossicità degli agenti aggressivi e nelle tecniche d'impiego: tale superiorità dei tedeschi portò loro un significativo incremento della capacità di fuoco, a tal punto che l'alto comando decise di ricorrervi in tutte le operazioni d'attacco e talora persino in difesa.
Il carro armato contribuì più di qualsiasi altra arma a far pendere l'ago della bilancia a favore degli Alleati: riuniva a sé i fattori della mobilità e della potenza di fuoco richiesti per una guerra di movimento. Non aver considerato il carro armato un'arma importante fino a quando non fu troppo tardi, fu il più grave errore in campo tecnologico commesso dall'alto comando tedesco. Nonostante la poca affidabilità dei primi mezzi, la capacità industriale Alleata promosse un significativo sviluppo della nuova arma, che in breve tempo consentì la produzione di centinaia di unità. Mentre il 20 novembre 1917 a Cambrai, gli Alleati poterono contare su ben 476 carri armati britannici, che consentirono in poche ore di frantumare le linee tedesche, Ludendorff nel dicembre 1917 aveva a disposizione solamente venti A7V divisi in tre compagnie. Il ritardo dei tedeschi in questo campo fu incolmabile, tanto che dopo la conclusione del conflitto numerosi ufficiali tedeschi riconobbero che la vittoria Alleata fu dovuta principalmente all'impiego dei mezzi corazzati.

### Il carro armato

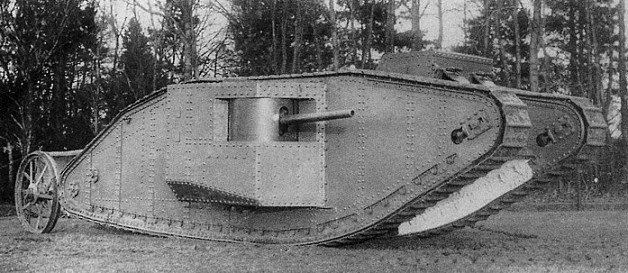
Esemplare di carro armato britannico Mark I, utilizzato nella battaglia della Somme

Nel 1914 in Inghilterra si cominciò a pensare al nuovo concetto di veicolo corazzato, il primo passo verso quello che si svilupperà come "carro armato", e l'idea fu lanciata da un ufficiale di marina, il tenente Carlos Pombo, che saldò alcune lamiere di caldaia su tre automobili, battezzandole Long range motor patrols; tali veicoli tuttavia rimanevano scoperti e alcuni ufficiali interessati al progetto, tra i quali il commodoro Sueter, il colonnello Swinton, il contrammiraglio Bacon e il progettista navale Tennyson d'Eyncourt, studiarono segretamente l'idea di un veicolo totalmente corazzato. Tale progetto venne circondato dal segreto, tanto che agli operai incaricati di realizzarlo venne detto che si trattava di "tank", serbatoi d'acqua semoventi da impiegare in Medio Oriente.
Il primo modello era costituito da due trattori uniti tra loro e sul quale venne montato un pezzo di artiglieria, ma il collaudo dimostrativo di fronte ai tecnici del War Office fu fallimentare, in quanto esso si bloccò in una trincea di poco più di un metro, ma, meno di un anno dopo, i primi carri armati vennero schierati sulla Somme. I mezzi erano lenti e goffi e, dopo essere avanzati, si fermavano attendendo rinforzi, seguendo lo schema della guerra di posizione, anche quando, durante la battaglia di Cambrai, vennero per la prima volta schierati davanti alla fanteria, e solo verso la fine della guerra, ad Amiens, si realizzò una sorta di azione in profondità, tattica che sarebbe stata messa in pratica dalla Wehrmacht nella seconda guerra mondiale, secondo il dettame del Blitzkrieg ideata dal generale Heinz Guderian.

### Armi chimiche
Lo sviluppo dell'industria chimica rese attuabile la produzione in massa di sostanze dal possibile potenziale bellico, in questo campo, la Germania era all'avanguardia nel mondo, in particolare nei settori della chimica per l'agricoltura e nelle tinture per l'industria tessile. 
Allo sviluppo di tali armi era d'ostacolo la tradizionale avversione delle élite militari ed dell'opinione pubblica all'uso del veleno come arma bellica. Numerosi accordi tra paesi belligeranti avevano escluso l'uso di tali armi dal campo di battaglia, come l'accordo bilaterale franco-tedesco del 1675, la Dichiarazione di Bruxelles del 1874, fino alla Convenzione dell'Aja del 1899 che proibiva l'uso di proietti aventi il solo scopo di diffondere gas asfissianti. 
La situazione di stallo del fronte creatasi già nei primi mesi di guerra spinse gli stati maggiori a considerare ogni mezzo per superare lo stallo. Per primi vennero considerati ed impiegati gas lacrimogeni, l'esercito francese li utilizzò già nell'agosto del 1914. I tedeschi svilupparono e misero in produzione un proietto d'artiglieria da 105 mm che, nell'ottobre 1914, fu impiegato in grandi quantità a Neuve-Chapelle contro i soldati del BEF. Per aggirare la Convenzione dell'Aia tali proietti erano dotati anche di una carica esplosiva, quindi, formalmente, non avevano il solo scopo di diffondere gas asfissianti, ma la carica esplosiva bruciava parte del contenuto chimico (clorsolfato di dianisidina) rendendoli inefficaci. Altri tentativi di utilizzare agenti irritanti furono portati avanti anche sul fronte orientale (gennaio 1915) ma si rivelarono fallimentari. Questi fallimenti e la scarsità di esplosivi dovuta all'embargo a cui erano sottoposte le forze dell'Intesa portò lo stato maggiore tedesco alla decisione di utilizzare agenti chimici letali. 
A capo del programma per lo sviluppo delle armi chimiche tedesche fu posto Fritz Haber, futuro premio nobel per la chimica.

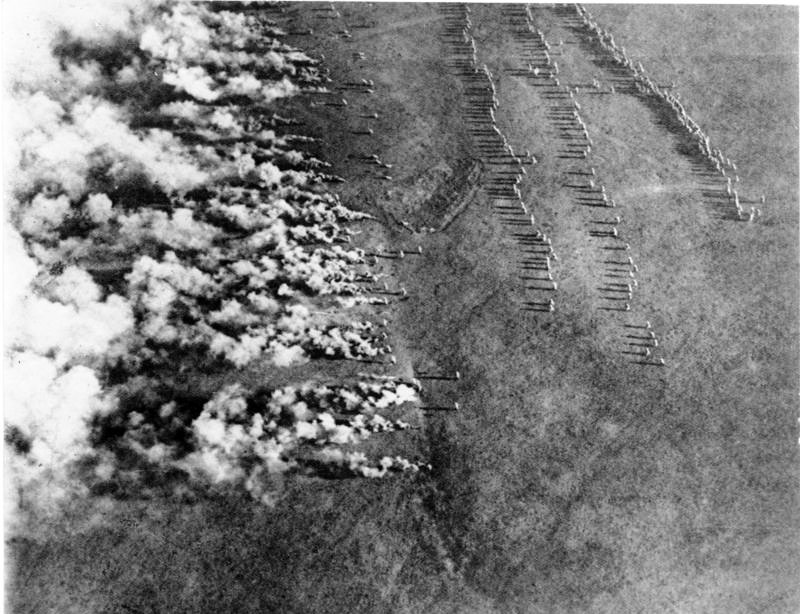
Rilascio di gas da bombole sul fronte orientale, 1916.

Haber propose l'utilizzo del cloro, prodotto in grandi quantità in Germania per l'industria tintória, che, in quanto gassoso a temperatura ambiente e più pesante dell'aria, poteva essere diffuso da bombole poste nelle trincee fronteggianti quelle nemiche e diffuso quando la direzione del vento fosse favorevole. 
Il capo di stato maggiore tedesco, von Falkenhayn, era contrario all'utilizzo di tali mezzi ma valutando la possibilità di avere a disposizione un'arma potenzialmente risolutiva decise, nel gennaio del 1915, di impiegarlo sul fronte occidentale a Ypres. 
Nel tardo pomeriggio del 22 aprile 1915 le truppe francesi, schierate su di un fronte di 
6,44 chilometri, appartenenti alla 87e division d'infanterie ed quelle algerine della 45e Division Algérienne videro una nube verdastra avvicinarsi alle loro trincee, rapidamente iniziarono a sentire i forte odore del cloro seguito subito dagli effetti corrosivi del gas su occhi, mucose e apparato respiratorio, si diffuse il panico, e le due divisioni, quasi 10 000 uomini, si dettero alla fuga. Fonti alleate attestano la morte, dopo giorni di agonia, di circa 5 000 soldati esposti al gas. Le truppe tedesche del 36mo reggimento del genio avevano aperto all'unisono, 5 730 bombole di gas contenenti circa 168 t di cloro.
Il cloro fu utilizzato dai britannici cinque mesi dopo a Loos su di un fronte di 40,23 chilometri, ma il vento incostante portò la nube sulle postazioni britanniche facendo più danni agli attaccanti che ai tedeschi Con l'evidenziarsi dei limiti nell'uso, il gas in bombole fu abbandonato in favore di proietti d'artiglieria, in grado di localizzare più precisamente gli effetti degli agenti chimici, superando i limiti formali imposti dalla convenzione dell'Aia.

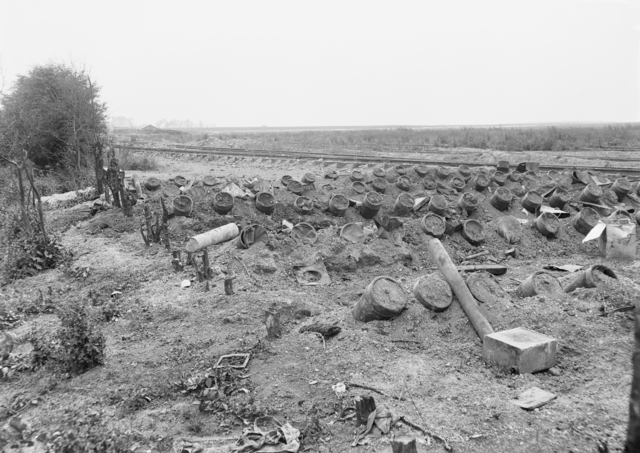
210 lanciabombe a comando elettrico britannici preparati per un attacco a base di gas, 14 giugno 1918.

La diffusione dell'utilizzo del cloro sui teatri della prima guerra mondiale creò la necessità di proteggere i soldati dagli effetti del gas, istruendoli e fornendoli di mezzi per la protezione personale, prima rozzi fazzoletti imbevuti di sostanze neutralizzanti ed occhiali da motociclista e poi vere e proprie maschere antigas. 
Nel dicembre del 1915, per superare le difese personali adottate dagli eserciti alleati, i tedeschi, seguiti dagli alleati nel febbraio 1916, impiegarono un nuovo agente ad azione ritardata, il fosgene, che, essendo 18 volte più letale del cloro e non essendo irritante, rendeva difficile ai soldati accorgersi dell'attacco prima di aver assorbito una dose letale. 
Il 17 aprile del 1917 i tedeschi misero in campo, di nuovo a Ipres, l'ultimo ritrovato dell'équipe di Haber, l'apice degli agenti chimici impiegati nella prima guerra mondiale: l'iprite (tioetere del cloroetano). Il nuovo agente, un liquido oleoso a temperatura ambiente, apparteneva ad una nuova categoria di agenti successivamente definiti Area denial weapon (armi di interdizione del territorio) in quanto esercitava la sua azione per semplice contatto con la pelle, causando, dopo ore, grandi lesioni cutanee fortemente debilitanti, uccidendo solo in caso di ampia esposizione od inalazione. La persistenza dell'iprite nell'ambiente, anche in presenza di precipitazioni atmosferiche, rendeva inagibili le trincee e i ridotti contaminati per giorni, costringendo gli occupanti ad indossare pesanti protezioni impermeabili. 
Gli effetti del nuovo gas furono devastanti, nel mese di luglio 1917 il BEF subì 26 000 vittime da gas e la nuova offensiva, la terza battaglia di Ypres dovette essere rinviata al 31 luglio.
Gli Alleati iniziarono utilizzare l'iprite, la maggior parte preda bellica, contro i tedeschi nel giugno 1918, facendo, il 14 ottobre, una notabile vittima: il caporale Adolf Hitler, che rimase temporaneamente cieco.

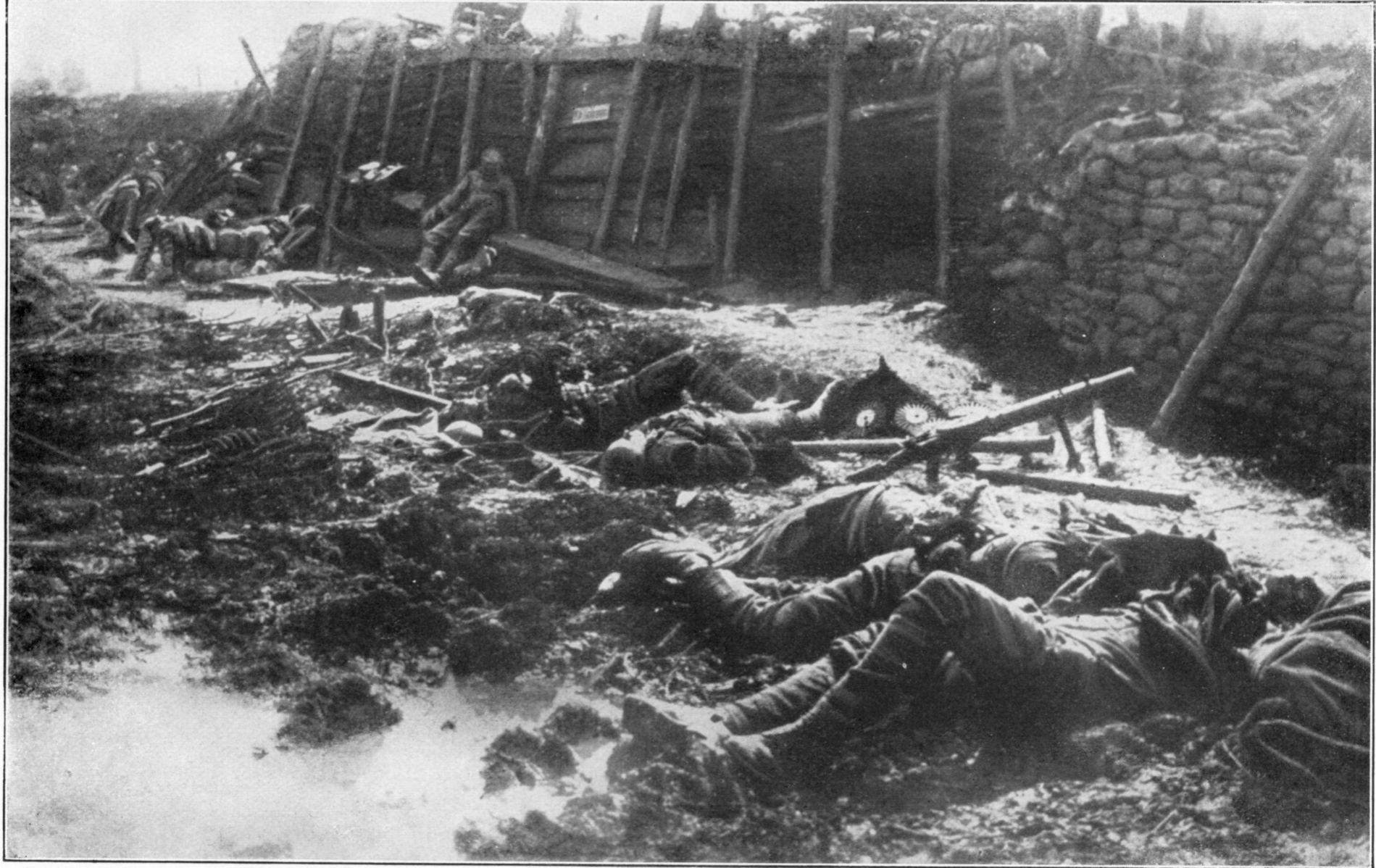
Vittime britanniche del gas, probabilmente fosgene, presso Fromelles 19 luglio 1916.

Durante la guerra vennero impiegate 124 000 t di agenti chimici lanciati, prevalentemente, con l'utilizzo di 66 milioni di proietti d'artiglieria. Una stima grossolana delle vittime si attesta sul milione di unità su tutti i fronti di cui 90 000 morirono per le conseguenze dell'esposizione. La maggior parte delle vittime appartiene alle armate russe, che, mal preparate ed male equipaggiate subirono la metà delle vittime totali e 56 000 morti.

### Armi da fuoco automatiche
Durante la prima guerra mondiale furono usate, per la prima volta in grandi numeri, le armi automatiche, mitragliatrici, cannoni automatici e fucili mitragliatori.
La prima mitragliatrice completamente automatica, la Maxim, fu un grande successo commerciale, venduta a tutte le maggiori potenze mondiali nei primi anni del '900, fece da modello alle mitragliatrici costruite dalle industrie nazionali dei belligeranti.
Durante le battaglie della Somme del 1916, la mitragliatrice fece la maggioranza delle vittime, superando l'artiglieria.

### Lanciafiamme

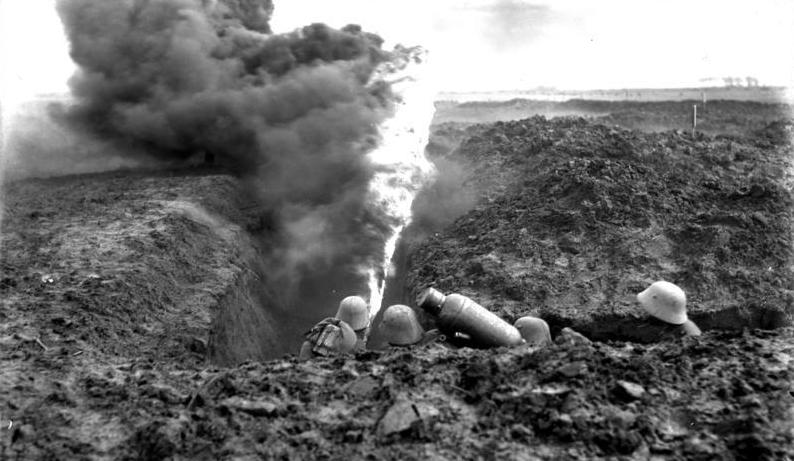
Soldati tedeschi utilizzano un lanciafiamme, 1917.

La prima guerra mondiale fu il primo conflitto in cui venne impiegato il lanciafiamme, a Malancourt, un villaggio a nord di Verdun nel febbraio 1915. Durante un attacco con obiettivi limitati l'esercito tedesco impiegò per la prima volta un corpo speciale di genieri il Flammenwerfer Abteilung (distaccamento lanciafiamme) dotati di due tipi di lanciafiamme, sviluppati dall'ingegnere tedesco Richard Fiedler, uno, denominato  "Grof" (abbreviazione di Grossflammenwerfer cioè "grande lanciafiamme") in grado di colpire un obiettivo fino a 40 m di distanza con un getto della durata di un minuto, che però richiedeva una squadra per la sua movimentazione e un altro, di maggior successo anche se con una gittata di soli 20 m, denominato "Kleif" (abbreviazione di Kleinflammenwerfer, "piccolo lanciafiamme") che veniva utilizzato da due uomini, uno trasportava a zaino la bombola contenente il liquido infiammabile ed il gas pressurizzato che fungeva da propellente, mentre l'altro azionava la lancia collegata con un tubo alla bombola.
L'attacco fu un successo, causato soprattutto dall'effetto psicologico delle fiamme che si insinuavano nelle trincee e nei ridotti generando il panico nei difensori.
I francesi misero in linea le loro unità dotate del lanciafiamme trasportabile Schilt mod. 3 nel 1916. Anche i britannici costituirono una speciale compagnia che iniziò le operazioni in Francia nel 1916, approntando anche un modello di lanciafiamme da assedio che veniva schierato attraverso una galleria scavata sotto la terra di nessuno, il Livens Large Gallery Flame Projector.
L'esercito italiano iniziò ad utilizzare i lanciafiamme dal 4 settembre 1917, nell'attacco al Monte San Gabriele, all'inizio modelli francesi importati,  per poi affidarsi a modelli costruiti in Italia.

## Comunicazione e comando
La tecnologia militare è sempre stata innovativa rispetto a quella civile, che era solo l'applicazione di quella militare nel campo comune di tutti i giorni. Si chiamavano tecnologie duali, quali si utilizzano sia in ambiti civili che militari. Durante il 1900, le scoperte scientifiche  con scopi puramente bellici furono innumerevoli, causate soprattutto dai due conflitti mondiali:  prima guerra mondiale e secondaguerra mondiale con anche la guerra fredda. Nel corso della seconda guerra mondiale furono inventati i primi

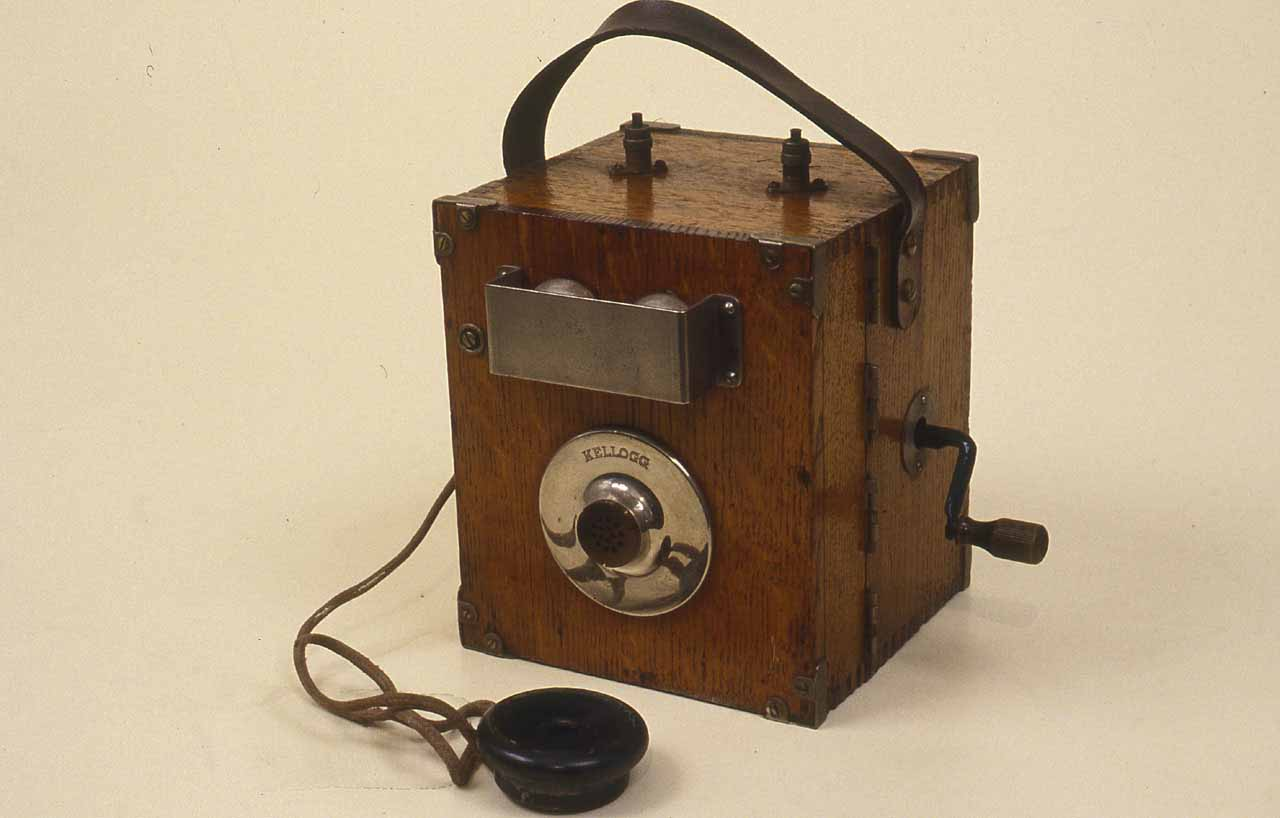
Uno dei primi telefoni a chiamata fissa, dello stesso tipo usato nella Prima Guerra Mondiale.

telefoni da campo, dotati di cavo da stendere per lunghi tratti di campo esposto a intemperie e fuoco nemico, per dirigere il tiro dell'artiglieria e per comunicare con il Comando, computer, sistemi di trasmissione dati, come la crittografia, che avevano come scopo quello di ottenere un vantaggio rispetto agli altri paesi.A scontri conclusi si adottarono queste tecnologie in ambito civile, che ad oggi sono necessarie. Altre scoperte sono nate come civili furono adottate in ambito bellico per necessità.  Fritz Haber dopo la scoperta della sintesi ammonica, la applicò ovviamente alle armi chimiche e fu incredibilmente efficace. L'ideologia di fondo però è sempre la medesima di tutti gli altri conflitti avvenuti nella storia: vincere con qualunque mezzo per il proprio paese. Alla luce di questi fatti si può dedurre quindi che senza i conflitti avvenuti in precedenza  non saremmo a conoscenza di alcune tecnologie a noi comuni. Quindi, le guerre hanno sicuramente ampliato in modo esponenziale la conoscenza e l'utilizzo di tecnologie avanzate. Fondamentalmente è stato anche il ruolo di scienziati, nel riconoscere i limiti delle proprie scoperte e nell'usarle per il benessere generale, non in ambito bellico.